# 聖戦貫徹議員連盟
聖戦貫徹議員連盟（せいせんかんてつぎいんれんめい）は、1940年（昭和15年）2月に斎藤隆夫が衆議院でおこなった反軍演説をきっかけとして、軍部を支持する議員が同年3月25日に結成した日本の超党派の議員連盟。同年8月6日の常任幹事会で政党解消の側面的役割を果たしたとして解散を決定、新たな組織である新体制促進同志会に合流することを決定した。

## 結成の経緯
聖戦貫徹議員連盟結成の直接的原因は、1940年 (昭和15年) 2月2日の斎藤隆夫による反軍演説である。この演説のために斎藤は懲罰委員会にかけられた後、3月7日の衆議院秘密会での投票により除名処分が決まった。
懲罰委員会が始まった3月5日に、議院内反主流派で陸軍の支援を受けていたグループが集まった。このグループが聖戦貫徹議員連盟の遠い母体である。
このグループは、政友会改革派 (中島派)・時局同志会・政友会正統派 (久原派)、および社会大衆党の斎藤除名推進派からなっており、斎藤の除名だけでは飽き足らず、斎藤に代表質問を行わせたとの理由で民政党の責任も追及することを申し合わせた。
更に、この有志代議士会を母体として、民政党内の斎藤除名賛成派と第一議員倶楽部の有志を加えて同月25日に結成されたのが聖戦貫徹議員連盟である。聖戦貫徹議員連盟は結成時に「従来の自由主義的国内体制を全面的に刷新」し、「聖戦の本義を明徴し、国民精神を昂揚し、共産主義・自由主義・功利主義等一切の非国家的不健全思想の殲滅を期す」と申し合わせており、一言で言うと国粋主義・全体主義の信奉者の一群である。1940年の結成時は、山崎達之輔を中心に立憲政友会からは中島知久平、前田米蔵、久原房之助、肥田琢司、立憲民政党からは永井柳太郎、社会大衆党からは麻生久、赤松克麿が参加した。
聖戦貫徹議員連盟が結成された直後にはナチス・ドイツがデンマーク・ノルウェーの占領を始めており、議員連盟に参加したグループはナチス・ドイツをモデルとした一国一党制の全体主義国家の樹立を目指し出した。ただ、陸軍の支援を受けていたとは言っても参加人数は100名程度で衆議院議員数の過半数には遠く及ばず、また、有望な首相候補は近衛文麿以外にいなかったにもかかわらず近衛が動こうとしなかったので、結成はしたもののこの時点では具体的な新党結成や解党運動にはつながらなかった。

## 近衛新体制へ
しかし4月も終わりに近づくと、聖戦貫徹議員連盟以外の人物でも有馬頼寧のようにナチス・ドイツ流の独裁体制を目指そうとする人物が近衛に対して活発に働きかけるようになった。いわゆる「近衛新党」の計画が再度息を吹き返した。
5月になってナチス・ドイツはフランスへの侵攻を開始した。以前からナチス・ドイツやソビエト社会主義連邦共和国に倣った全体主義国家を主張する政治家や学者、エコノミストは少なくなかったが、この情勢に刺激されて日本国内でも全体主義国家の樹立を唱える者の声は強まった。
政党の側で、ナチス・ドイツの動きに幻惑された代表的な人物が政友会総裁の久原房之助である。4月30日の臨時党大会の席上で久原は、既成政党を解党し、一国一党制の国家を樹立することを主張し、他の政党にも解党を迫った。社会大衆党や国民同盟などの小会派はこぞって久原の主張に賛同した。
議員連盟に参加した議員は衆議院のすべての政党に渡っており、彼らは各政党の内部から解党の策動をはじめた。議員連盟は政治体制整備特別委員会を設置し、5月25日には、既成政党の解消と、新たな強力政党による1党制の確立の方針を打ち出した。結果的に聖戦貫徹議員連盟が近衛新体制への道を切り開き、太平洋戦争前の議会政治の息の根を止める引き金を果たした。
同年6月3日の総会には43名が出席し、各党の解党を求める決議と統一新党の設立を訴え「政治体制整備に関する方策」を発表した。参加議員は250名になった。
6月24日の近衛文麿による新体制確立の声明を受けて緊急の常任幹事会を開き既成政党即時解消要請を決議し、翌日各政党を訪問して解党を求めた。
訪問を受けた民政党の町田忠治は、解党の意思はないが新党と争う気もないと答えた。

## 既存政党への影響
7月6日に社会大衆党は他の政党に先駆けて解党した。
16日に政友会久原派が解党、久原は自由主義を放棄し国体の本義に則った新体制確立を望むと述べた。
25日に民政党の永井柳太郎グループ40名が離党、国家の危機を乗り越えられる新政治体制を作るために大同団結すべきとの脱党宣言をした。
26日に国民同盟は、挙国一致体制によって肇国の理想を達成すべきとの宣言を出して解党した。
30日に政友会中島派(革新派)は解党大会を開き、解党宣言で八紘一宇の皇謨と東亜新秩序建設を訴えた。中島は、ヨーロッパでのドイツ、イタリアの圧勝は世界の進化発展の現象であり、この機会に「天祖一元より発し、純血単一にして、世界に冠絶する優秀生命体である日本民族」が発展することは、世界の進化発展を現す肇国の皇謨である。東亜と南方に新秩序を確立することは東方の盟主たる日本民族の義務であり世界新秩序の建設に協力するべきで、そのために強力な新政治体制を作らなければならないとの演説をした。
8月15日には民政党主流派も解党し憲政史上初めて無党状態となった。
各政党の解党理由は新政治体制の確立のため、東亜新秩序建設のため、民族の興亡のためと様々あるが、隈板内閣から大正時代末期にかけて重要な役割を果たしてきた政党は、五・一五事件によりすでに政治の中枢から排除され解党したのと同じ状況であって、政党政治は時代の激流に押し流されてしまった。孤立して排除されることを恐れた政治家たちは、政党政治を否定した後の具体的な展望を示さず、統一新党で軍との関係を強化して政治力を持とうとした。

### 注
1. ↑  なお、同日には政友会正統派のうち肥田琢司ら5名が斎藤除名に反対したことで処分を受けたことに抗議して脱党し、新たに政友会中立派を結成している[5]
2. ↑  肥田琢司については林茂の著書には記載なし。
3. ↑  例えば、政治家では麻生久ら、学者では蝋山政道ら、エコノミストでは高橋亀吉ら、ジャーナリストでは笠信太郎など。
4. ↑  内容は、聖戦貫徹のために強力な統一新党が必要なこと、その新党は自由主義、階級主義を廃し国体の本義に沿った物にすること、そのために各党は解党すること等
5. ↑  当時の民政党総裁